# وون وو-یونگ
وون وو-یونگ (انگلیسی: Won Woo-young؛ زادهٔ ۳ فوریهٔ ۱۹۸۲) شمشیرباز اهل کره جنوبی است.
وی در مسابقات کشوری و بین‌المللی در مجموع برندهٔ ۴ مدال طلا، ۱ مدال نقره، ۱ مدال برنز شده‌است.